# Mooreton
Mooreton è un centro abitato (city) degli Stati Uniti d'America, situato nella Contea di Richland, nello Stato del Dakota del Nord. Nel censimento del 2000 la popolazione era di 204 abitanti. La città è stata fondata nel 1884. Appartiene all'area micropolitana di Wahpeton.

## Geografia fisica
Secondo i rilevamenti dell'United States Census Bureau, la località di Mooreton si estende su una superficie di 0,70 km², tutti occupati da terre.

## Popolazione
Secondo il censimento del 2000, a Mooreton vivevano 204 persone, ed erano presenti 49 gruppi familiari. La densità di popolazione era di 297 ab./km². Nel territorio comunale si trovavano 95 unità edificate. Per quanto riguarda la composizione etnica degli abitanti, il 98,04% era bianco e l'1,96% era nativo. La popolazione di ogni razza ispanica corrispondeva allo 0,49% degli abitanti.
Per quanto riguarda la suddivisione della popolazione in fasce d'età, il 25,5% era al di sotto dei 18, il 9,3% fra i 18 e i 24, il 31,9% fra i 25 e i 44, il 15,7% fra i 45 e i 64, mentre infine il 17,6% era al di sopra dei 65 anni di età. L'età media della popolazione era di 35 anni. Per ogni 100 donne residenti vivevano 100,0 maschi.